# Hirano-dōri
Pour les articles homonymes, voir Hirano.
Le Hirano-dōri (平野通, Hirano-dōri) ou Hirano-michi (平野道, Hirano-michi) est une voie du nord-ouest de Kyoto, dans l'arrondissement de Kita. Orientée nord-sud, elle commence au Kagamiishi-dōri et termine au Ninnaji-kaidō. Elle porte le nom du sanctuaire Hirano.

## Description

### Situation

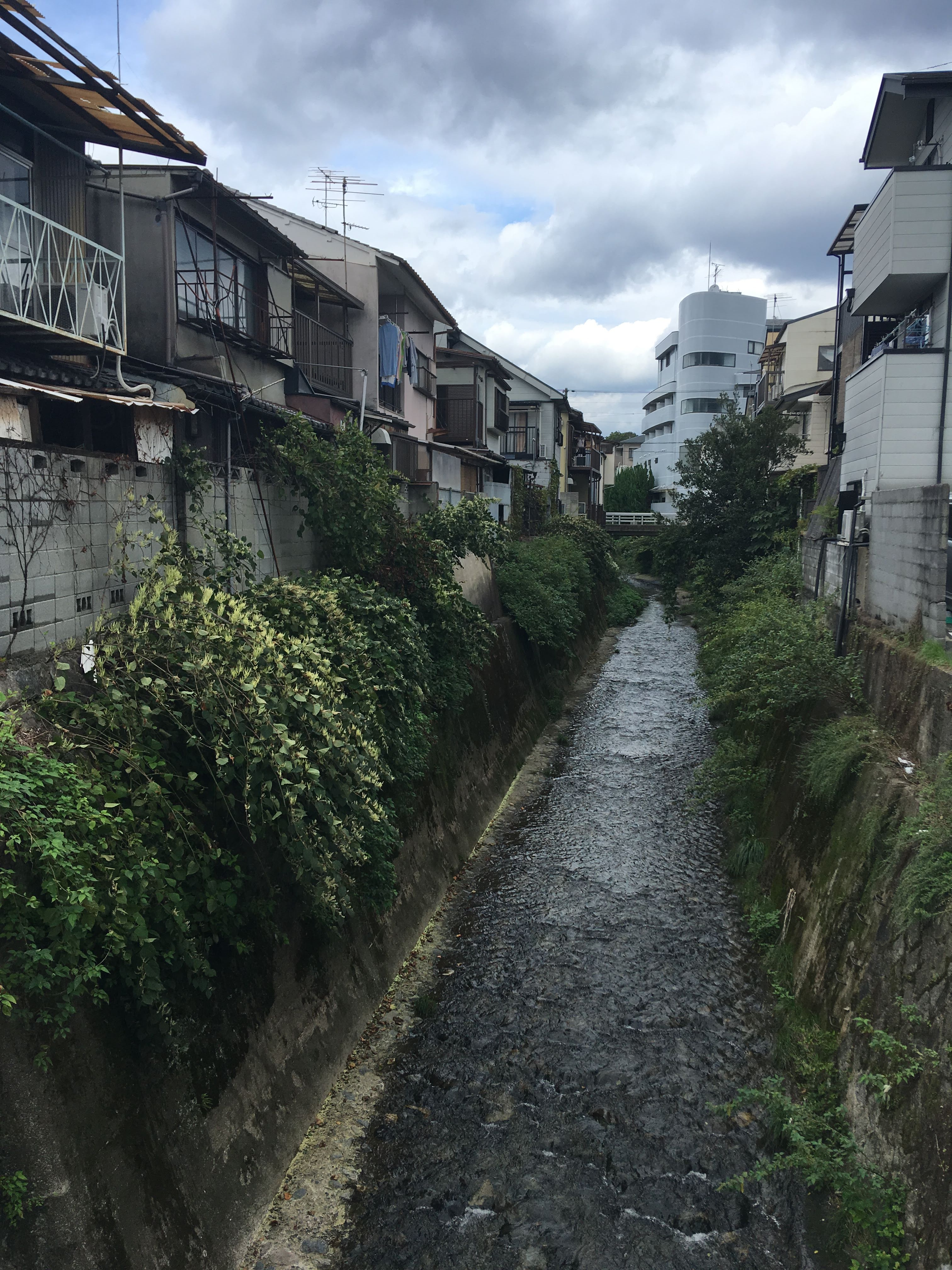
La rivière Kamiya, tout près de Hirano-dōri.

Le Kagamiishi-dōri est une rue du sud-ouest de l'arrondissement de Kita, dans le secteur Kinugasa (ja) (衣笠). Elle commence dans le quartier de Kinugasahiraki-chō (衣笠開キ町) et termine dans celui de Taishōgunkawabata-chō (大将軍川端町). Hirano-dōri commence au Kagamiishi-dōri (鏡石通), puis est interrompu au carrefour avec Kitaōji-dōri (北大路通) et Nishiōji-dōri (ja) (西大路通),. Elle réapparaît à Kuramaguchi-dōri (鞍馬口通) et continue en longeant la rivière Kamiya (ja) (紙屋川), pour terminer à Ninnaji-kaidō (仁和寺街道). Elle suit l'Onmae-dōri (ja) (御前通) et le Tenjin-dōri (天神通) à l'est et précède le Nishiōji-dōri (ja) (西大路通) à l'ouest.
Aucun sens de la circulation n'est indiqué, mais la chaussée est assez large pour la circulation dans les deux sens sur une majeure partie de la rue. La rue fait environ 2 400 mètres de long.

### Voies rencontrées
La liste des voies rencontrées, du nord au sud, en sens unique,. Les voies rencontrées de la droite sont mentionnées par (d), tandis que celles rencontrées de la gauche, par (g). Seules les rues ayant un nom sont listées.
1. Kagamiishi-dōri (鏡石通)[3]
2. (g) Kitaōji-dōri (北大路通)
3. (d) Nishiōji-dōri (ja) (西大路通) - interruption de la rue
4. Kuramaguchi-dōri (鞍馬口通) [aussi appelé Kinkakuji-michi (金閣寺道)] - réapparition de la rue
5. Himuro-michi (氷室道) [aussi appelé Rengedani-michi (蓮華谷道)]
6. Rozanji-dōri (廬山寺通)
7. (g) Hiranomonzen-dōri (平野門前通)
8. (d) Kamidachiuri-dōri (上立売通)
9. Imakōji-dōri (今小路通)
10. Imadegawa-dōri (今出川通)
11. Ichijō-dōri (一条通)
12. Ninnaji-kaidō (仁和寺街道)[3]

### Transports en commun

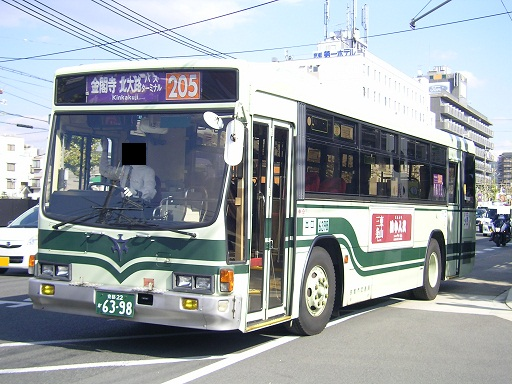
Autobus de la ligne 205 en direction du Kinkaku-ji.

Les bus du réseau d'autobus de Kyoto (ja) ne passent pas sur la rue et les arrêts les plus proches sont sur Nishiōji. Ils sont Kinkakuji-michi (金閣寺道, lignes 12, 59, 204, 205, M1), au carrefour avec Kuramaguchi, Waratenjin-mae (わら天神前, lignes 12, 15, 50, 52, 55, 59, 204, 205, M1), au carrefour avec Rozanji, Kinugasakō-mae (衣笠校前, lignes 15, 50, 51, 52, 55, 204, 205, Express 202, Express 205), Kitano Hakubai-chō (北野白梅町, lignes 10, 15, 26, 50, 51, 52, 55, 203, 204, 205, Express 202, Express 205), au carrefour avec Imadegawa, et Taishōgun (大将軍, lignes 15, 26, 203, 204, 205), au carrefour avec Ninnaji.

## Odonymie
Le nom de la rue vient du sanctuaire Hirano (平野神社), qui y est située. Elle est aussi appelée Hirano-michi (平野道, Hirano-michi), littéralement « route Hirano ». 

## Histoire
La route de Hirano était une route historique de la ville, menant du sanctuaire Hirano au Kinkaku-ji. Une stèle installée la 8e de l'ère Kyōhō (1723) à l'angle d'Imakōji et Hirano, marque les directions en mentionnant le chemin. En 1912, la rue existe entre l'actuelle Ninnaji-kaidō et le nord de la ville, passant par Kuramaguchi-dōri. En 1922, elle était déjà pavée entre Hirano-jinja et Kuramaguchi, qui menait au Kinkaku-ji, le temple du pavillon d'or. En 1926, la section entre Ichijō et Hirano-jinja est aussi pavée. En 1935, dans un projet de redéveloppement urbain, le nom lui est attribué et de nouvelles rues la traversant sont créées pour remplir de nouveaux quartiers. La commence alors dans le quartier de Kinugasahiraki-chō (衣笠開キ町, maintenant Kinugasahigashisonjōin-chō (衣笠東尊上院町)) et termine au Ninnaji-kaidō, qui n'est pas encore complétée à ce point-là. La section au nord rencontrant Kagamiishi-dōri est créée après 1953. Plus récemment, dans les années 2010, des nouveaux projets de condominiums de luxe sont construits sur la rue, au mécontentement de certains citoyens.

## Patrimoine et lieux d'intérêt
Après Hiranomonzen-dōri se trouve du côté ouest le sanctuaire shinto Hirano-jinja (平野神社). Il faisait originellement partie du palais Tamuradai (ja) (田村第) de Heijō-kyō (平城京), actuelle Nara, et est déplacé en même temps que la capitale à Heian-kyō (平安京), actuelle Kyoto. Le festival Ōka (桜花祭) du sanctuaire Hirano a lieu sur la rue.
Dans le même secteur que Hirano-jinja, de l'autre côté de la Kamiya à l'est se trouve le sanctuaire Kitano Tenman-gū (北野天満宮),. Au sud du sanctuaire Hirano se trouve l'ancienne villa de la famille Sumitomo (ja), derrière le groupe du même nom. Cette villa est maintenant le couvent catholique Saint-Joseph (聖ヨゼフ修道院). le garde-poste de la villa subsiste encore. Aussi au sud se trouve l'école primaire Kinugasa (京都市立衣笠小学校).

Quelques lieux d'intérêts
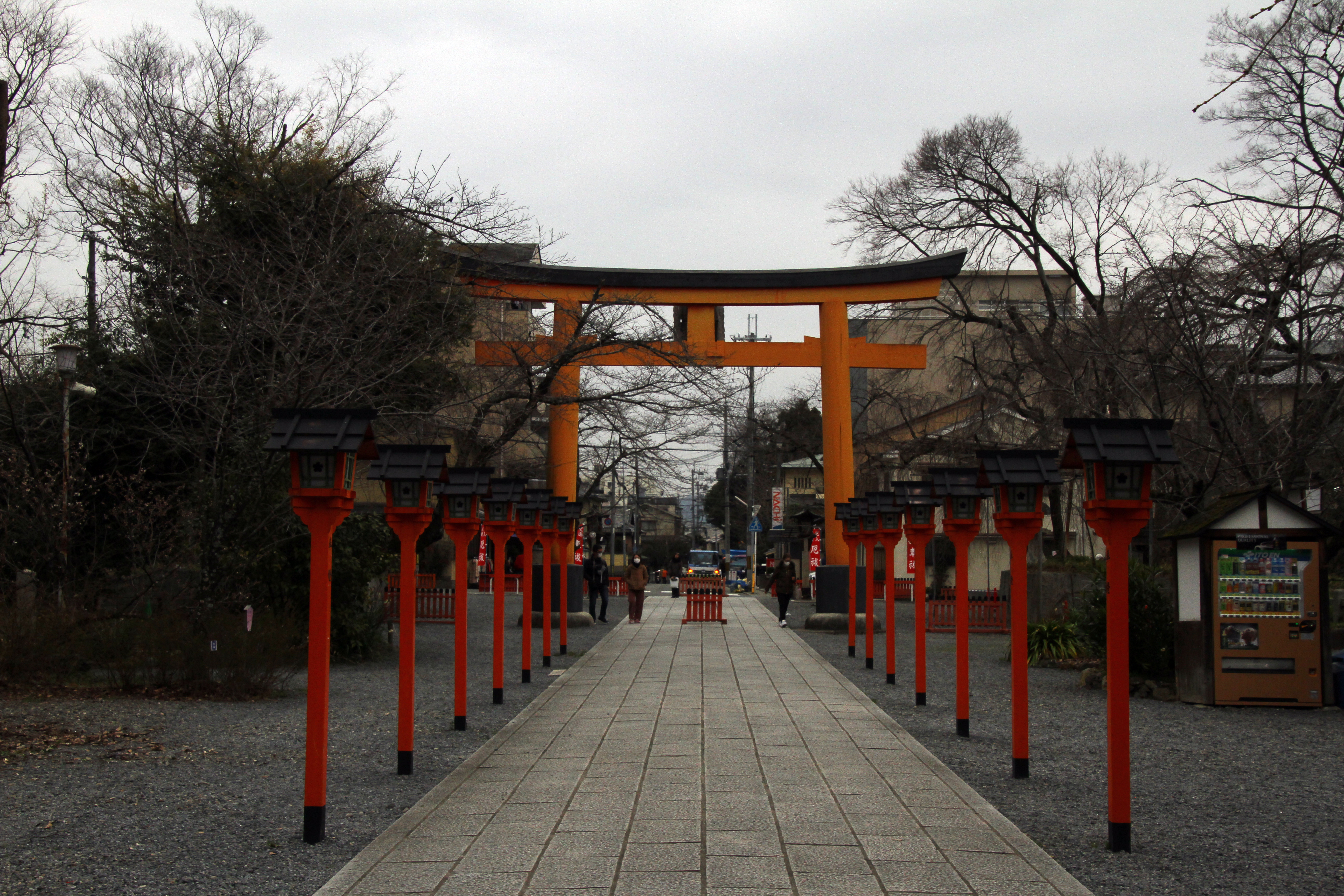
Portail d'entrée menant au Hirano-jinja
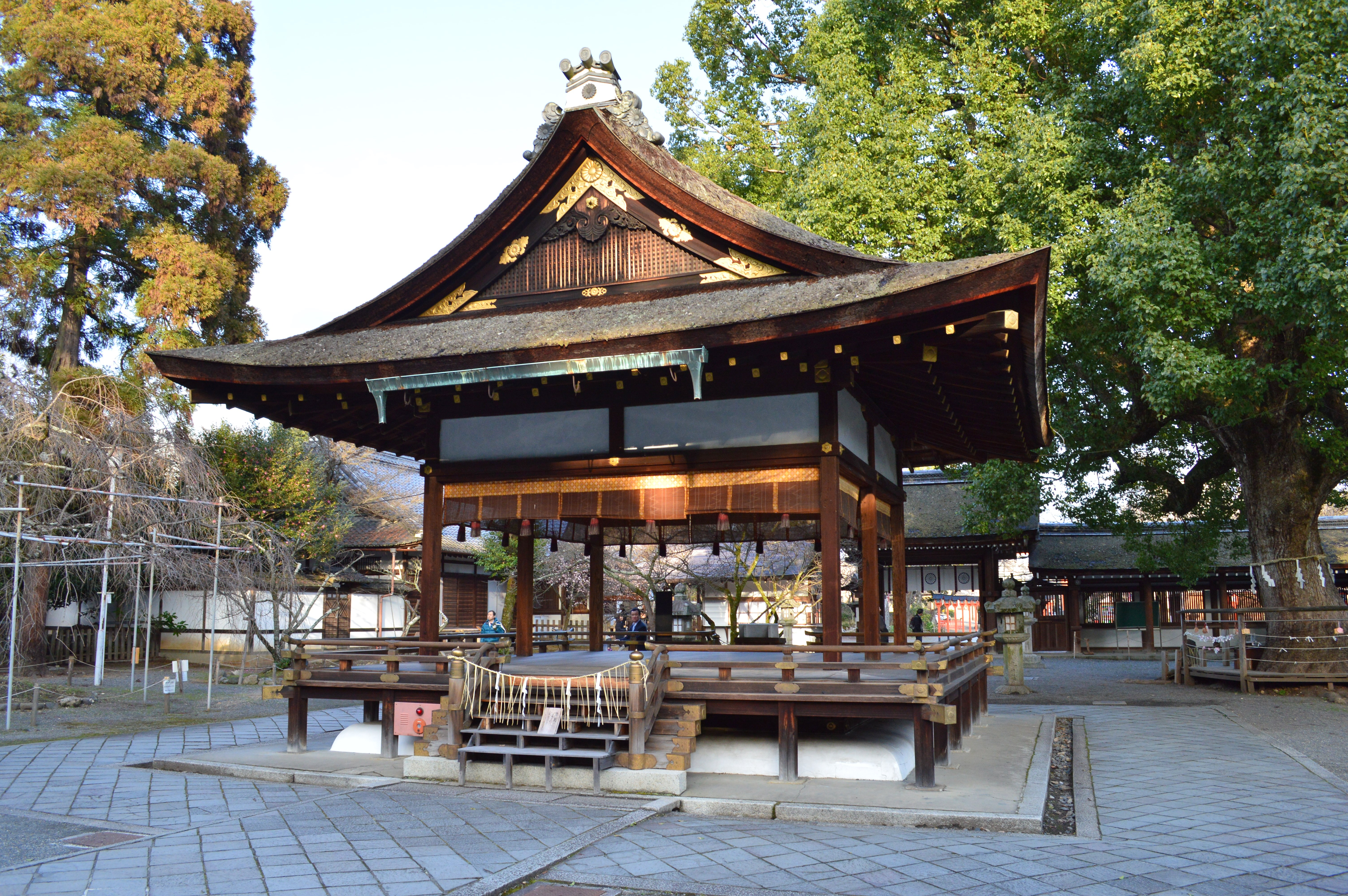
Haiden du Hirano-jinja
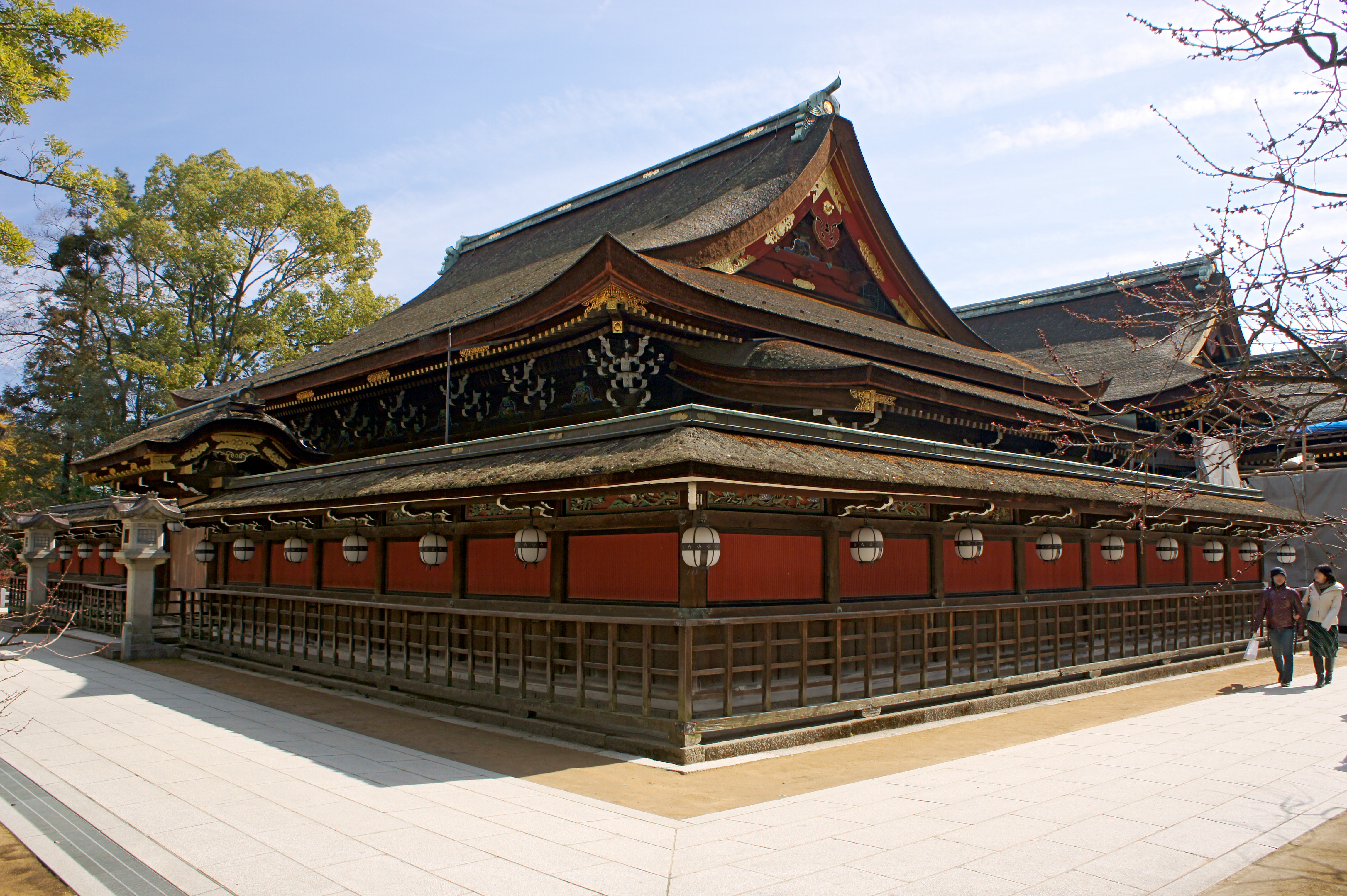
Bâtiment principal du Kitano Tenman-gū
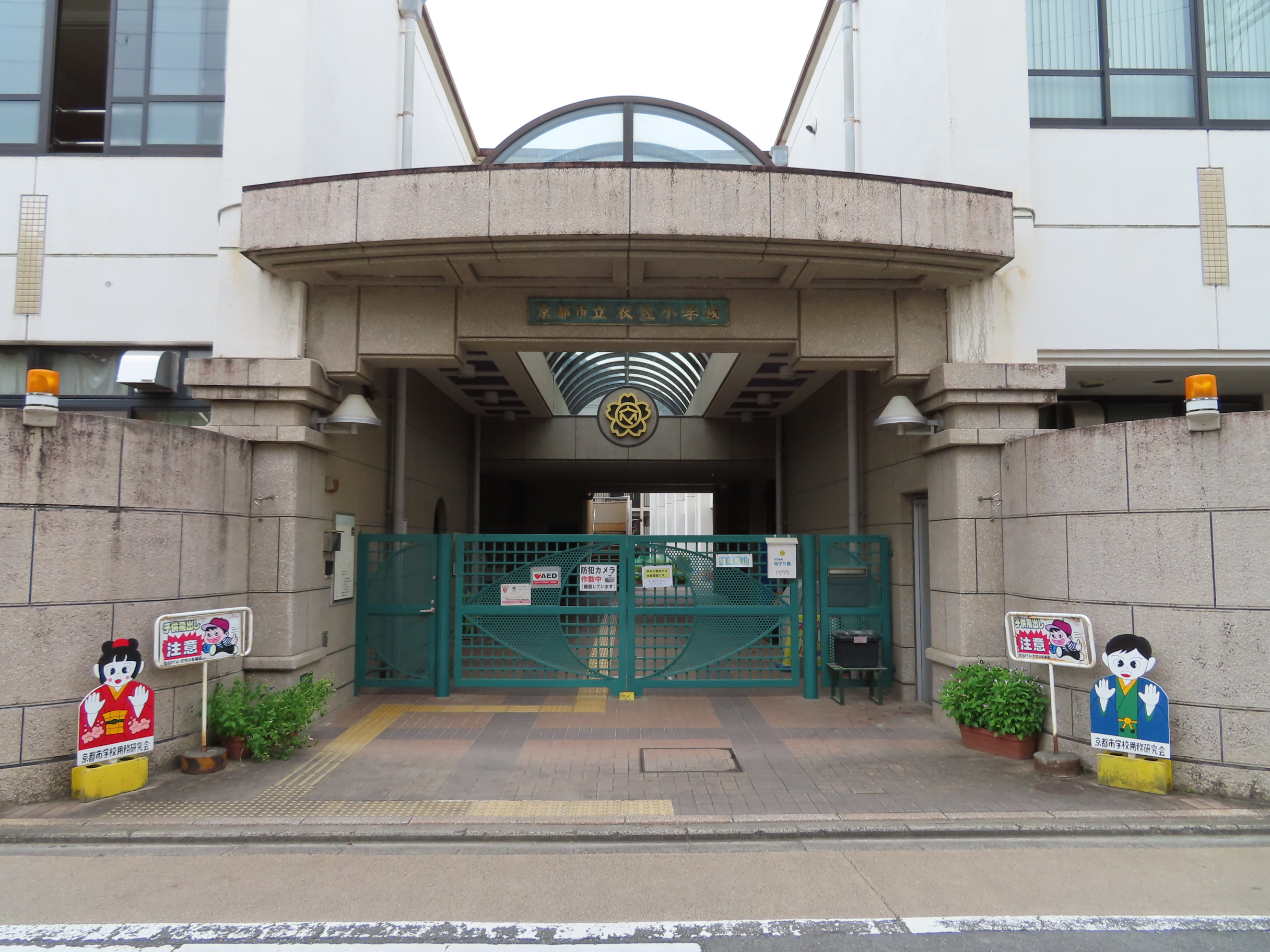
École primaire Kinugasa